# Żelisławiec
Żelisławiec – (niem. Sinzlow), wieś sołecka w województwie zachodniopomorskim, w powiecie gryfińskim, w gminie Stare Czarnowo, położona na południowym obrzeżu Szczecińskiego Parku Krajobrazowego „Puszcza Bukowa”, przy drodze wojewódzkiej nr 120, 7 km na zachód od Starego Czarnowa i 12,5 km na wschód-północny wschód od Gryfina. Przystanek PKS.
Wieś w 1180 wzmiankowana wśród dóbr cystersów z Kołbacza, w 1255 na krótko posiadała prawa targowe.
Jak podaje legenda, osada została założona przez kasztelana książąt szczecińskich Żelisława, w miejscu, gdzie na jednym z dębów było gniazdo gryfów, mitycznych potężnych stworzeń, znanych z wizerunku na herbie rodowym Gryfitów i licznych herbów pomorskich miast.

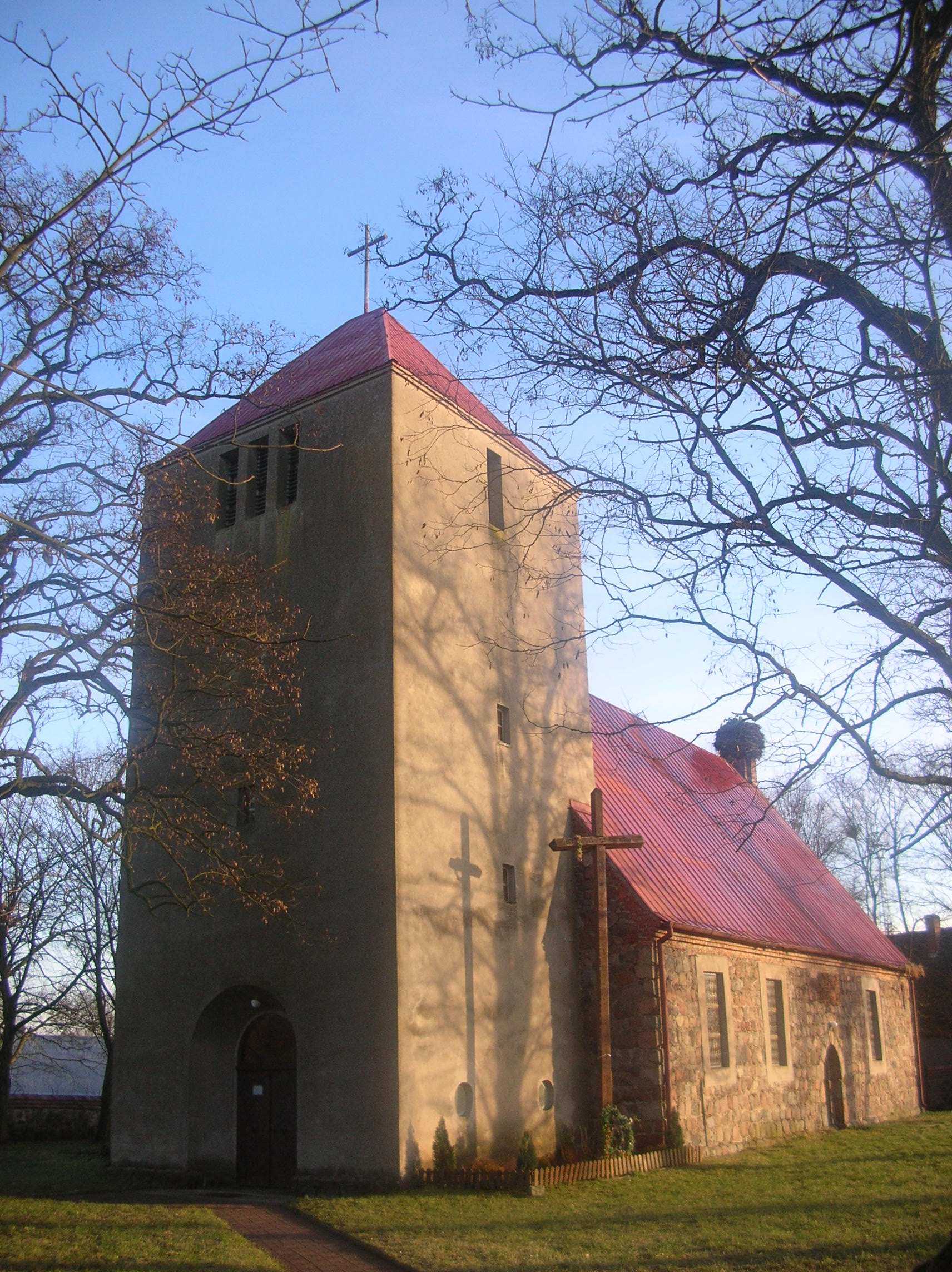
Kościół pw. Najświętszej Marii Panny Matki Kościoła w Żelisławcu

W centrum kościół filialny pw. NMP Matki Kościoła, zbudowany w 2. połowie XIII w. z kostki granitowej, z ceglaną wieżą z hełmem ostrosłupowym dobudowaną w XIX w. Kościół salowy, na rzucie prostokąta, zrujnowany po 1945, odbudowany w 1977. Wokół kościoła zabytkowy mur z trzema średniowiecznymi bramkami cmentarnymi. Przy murze „Dąb pod Gryfami” (o obwodzie 435 cm). Kościół zabytkowy - nr rej. 422 z 5.12.1963 r., należy do parafii w Gardnie.
Przy kościele węzeł znakowanych szlaków turystycznych:
- Szlak przez Trawiastą Buczynę
- Szlak Woja Żelisława
- Szlak KTP PTTK „Wiercipięty”

1,5 km na północ, nad zachodnim brzegiem jeziora Glinna Wielka ośrodki wypoczynkowe, domki kempingowe i pole biwakowe.
2 km na północny zachód jezioro Zgniły Grzyb (pow. 9,66 ha), na którego południowym brzegu grodzisko podkowiaste wczesnośredniowieczne. W 1995 utworzono użytek ekologiczny „Zgniły Grzyb” o powierzchni 50,25 ha, zajmujący południową część uroczyska Lisia Miedza.
W latach 1975–1998 miejscowość administracyjnie należała do województwa szczecińskiego.